# Cal Ros de Sant Hilari
Cal Ros de Sant Hilari és una masia del municipi de Cardedeu (Vallès Oriental) protegida com a bé cultural d'interès local.

## Descripció
Masia composta per diverses fortificacions adossades a un cos principal orientat a llevant, obert a un vessant perpendicular a la façana, formant conjunt amb l'ermita de Sant Hilari, situada l'altre costat de l'era que els separa. Actualment no està destinada a cap ús concret. L'edifici té una planta en forma d' L, de planta baixa, i planta superior, sota coberta. Cossos adossats de planta única a les façanes orientades a migdia i a nord. El cos principal, orientat a llevant, on té accés la masia, és de tres crugies: la central, perpendicular a la façana i les altres dues paral·leles a la façana. A la planta superior, les tres crugies d'aquest cos es mantenen igual excepte la crugia dreta, que canvia de sentit, fent-se perpendicular a la façana. El cos de l'edifici orientat a migdia té dues crugies dobles paral·leles a la façana. En un extrem lateral d'aquestes crugies hi ha una escala de dos trams a escaire, que dona accés a la planta superior. La coberta és a un vessant, al cos orientat a llevant, i a dos vessants el cos orientat a migdia. Els cossos que són de planta única estan coberts amb un vessant.
La façana principal està ordenada segons tres eixos verticals, amb obertures de diferents mides i formes. El portal d'entrada és dovellat, amb arc escarser. La façana que dona a migdia està sense ordenar, amb obertures de diferents mides. La façana orientada al nord està composta per quatre finestres d'arcs escarsers de diferents mides. Tots els vessants de les teulades estan acabades amb un petit ràfec amb imbricacions de teula. Els paraments de les façanes són de paredat comú vist, sense arrebossar.
La capella situada a 4Km de distància i dalt de la serra de Cardedeu. Està composta d'una sola nau rectangular amb absis també rectangular. El portal d'entrada, descentrat, té una inscripció a la llinda "1795". Aquesta data es troba també al cairó de l'espadanya. De la coberta sobresurt un campanar d'espadanya lleugerament descentrat. Les dimensions de la capella, comptades a pams per Joan Avinyó, el 1900, són de 45 pams de llarg per 32 d'ample.

## Història
La masia Sant Hilari i la capella, que sempre ha estat vinculada al mas, rep el seu nom de la família Santilari i està documentada a partir del 1159. Però les restes trobades durant l'arranjament del camí i un fragment d'opus testaci a la paret de ponent de la masia que ara no és visible, així com l'existència d'una base de premsa rectangular sota un lledoner a llevant de la masia que podria ser romana, abonen la tesi d'un assentament molt més antic. Tant el mas com la capella era feudataris del monestir benedicití de Sant Pere de Casserres com ho demostra un capbreu del 1347, del qual va ser testimoni Pere Pou de Santilari. En documentació del segle xiv hi apareix Guillem de Santilari, batlle de les possessions del monestir a Cardedeu i notari de Barcelona. Un altre personatge de la nissaga del qual es tenen notícies és Romeu de Santilari, qui va fer instal·lar la campana de la capella el 1416 i va construir-hi un altar el 1426.
El 1513 apareixen per primera vegada en la documentació els Ros, que van adoptar el sobrenom de Sant Hilari i que van ser propietaris del mas des d'aleshores fins a mitjan segle xx. El 1542 les rendes del mas i la capella de Sant Hilari van passar a mans dels jesuïtes de Barcelona. El 1579 els jesuïtes van renunciar a favor de Jaume Ros, propietari del mas. En la documentació de mitjans del segle xvi el mas va passar a anomenar-se Ros.
La casa ha estat habitada per masovers les últimes dècades, fins que el mas va quedar deshabitat, ja que l'últim d'ells va marxar.
La capella del mas, situada davant de la casa, està dedicada a Sant Hilari, bisbe de Poitiers. El segon diumenge de gener se celebra de manera anual un aplec dedicat al sant i es puja a peu, en processó a la capella. L'origen de la capella és molt antic, segons diu la tradició va ser Carlemany qui la va fundar en el segle viii. En tot cas, tenim notícia que ja és esmentada en un pergamí de l'any 1159. La campana que hi havia, i que va ser refosa el 1942 perquè estava esquerdada, portava una inscripció: "ME FEU ROMEU DE SANT HILARI L'ANY 1417 A 7 DE MARÇ". La capella actual és del segle xviii, l'any 1858 s'hi va fer una restauració. En la primera revista que es va editar a Cardedeu "Fulles de Roure" el 1900, hi ha una descripció de l'aplec que es va fer aquell any, sempre s'ha fet el segon o tercer diumenge de l'any; també hi ha unes notes històriques. L'aplec havia estat reinstaurat el 1890, després de la interrupció degut a la Guerra dels Carlins.